# Karl Krikler
Karl Krikler (* 28. Mai 1915 in Weiden am See; † 16. Dezember 1986 in Eisenstadt) war ein österreichischer Politiker (SPÖ) und Volksschuldirektor. Krikler war von 1956 bis 1977 Abgeordneter zum Burgenländischen Landtag und von 1966 bis 1977 dessen Präsident. 

## Leben
Krikler wurde als Sohn des Weinbauern Heinrich Krikler aus Weiden geboren und besuchte nach der Volksschule in Weiden die Hauptschule Neusiedl am See. Er wechselte danach an die private Lehrerbildungsanstalt in Feldkirch (Vorarlberg) und legte dort 1935 die Matura ab. Danach meldete er sich als Einjährig-Freiwilliger zum Österreichischen Bundesheer und trat 1936 eine Stelle als Volksschullehrer im Burgenland an. Ab 1939 diente er während des Zweiten Weltkriegs in der Wehrmacht, wobei er 1943 in Stalingrad in sowjetische Kriegsgefangenschaft geriet, aus der er erst 1947 zurückkehrte. Krikler trat 1947 wieder in den Schuldienst und war zuletzt als Volksschuldirektor in Bocksdorf aktiv. Er wurde 1965 zum Oberschulrat ernannt und war verheiratet.

## Politik
Krikler vertrat die SPÖ zwischen dem 11. Juni 1956 und dem 27. Oktober 1977 im Burgenländischen Landtag, wobei er ab dem 28. Juni 1966 Landtagspräsident war. Nach seinem Ausscheiden aus dem Landtag übernahm Krikler 1977 den Vorsitz im Österreichischen Pensionistenverband.